# Lago di Fiè
Il laghetto di Fiè (Völser Weiher in tedesco) è un piccolo lago alpino situato sull'altopiano di Fiè a 1056 m nel comune di Fiè allo Sciliar (BZ), a circa 25 km da Bolzano.
Il lago, circondato da abeti, si trova ai piedi del massiccio dello Sciliar e della punta Santner. È alimentato da una sorgente che veniva chiamata "sangue dello Sciliar" (Schlernblut), per la collocazione in una zona in cui in epoca preistorica si compivano riti propiziatori e sacrifici animali. Circa metà del lago è occupato da un canneto (biotopo del Lago di Fiè).
Il laghetto di Fiè è un lago balneabile. Nonostante i suoi 1056 metri, il Laghetto di Fiè in estate ha più di 20°.

## Laghetto Superiore

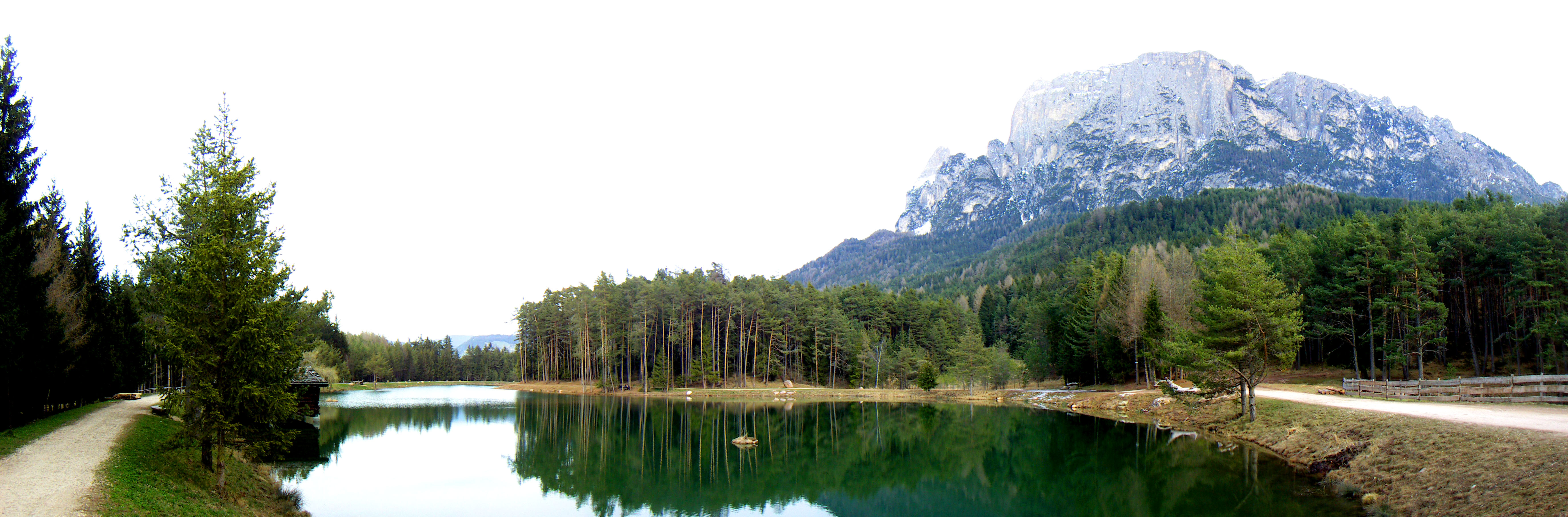
Il laghetto artificiale

Ad ovest, ad una decina di minuti a piedi, si trova un secondo laghetto di origine artificiale, la cui creazione è dovuta a  Leonhard I von Völs, castellano del Tirolo e capitano della regione atesina. Il laghetto fu creato per l'allevamento delle carpe e per l'irrigazione dei campi sottostanti. Ancor oggi è possibile praticarvi la pesca sportiva.

## La leggenda del Sasso delle Streghe (Hexenstein)
Presso questa pietra, lo Hexenstein il quale si trova tra i due laghi, le streghe della zona tenevano le loro sedute e per questo si ritiene che si tratti di un luogo alquanto sinistro e sospetto.

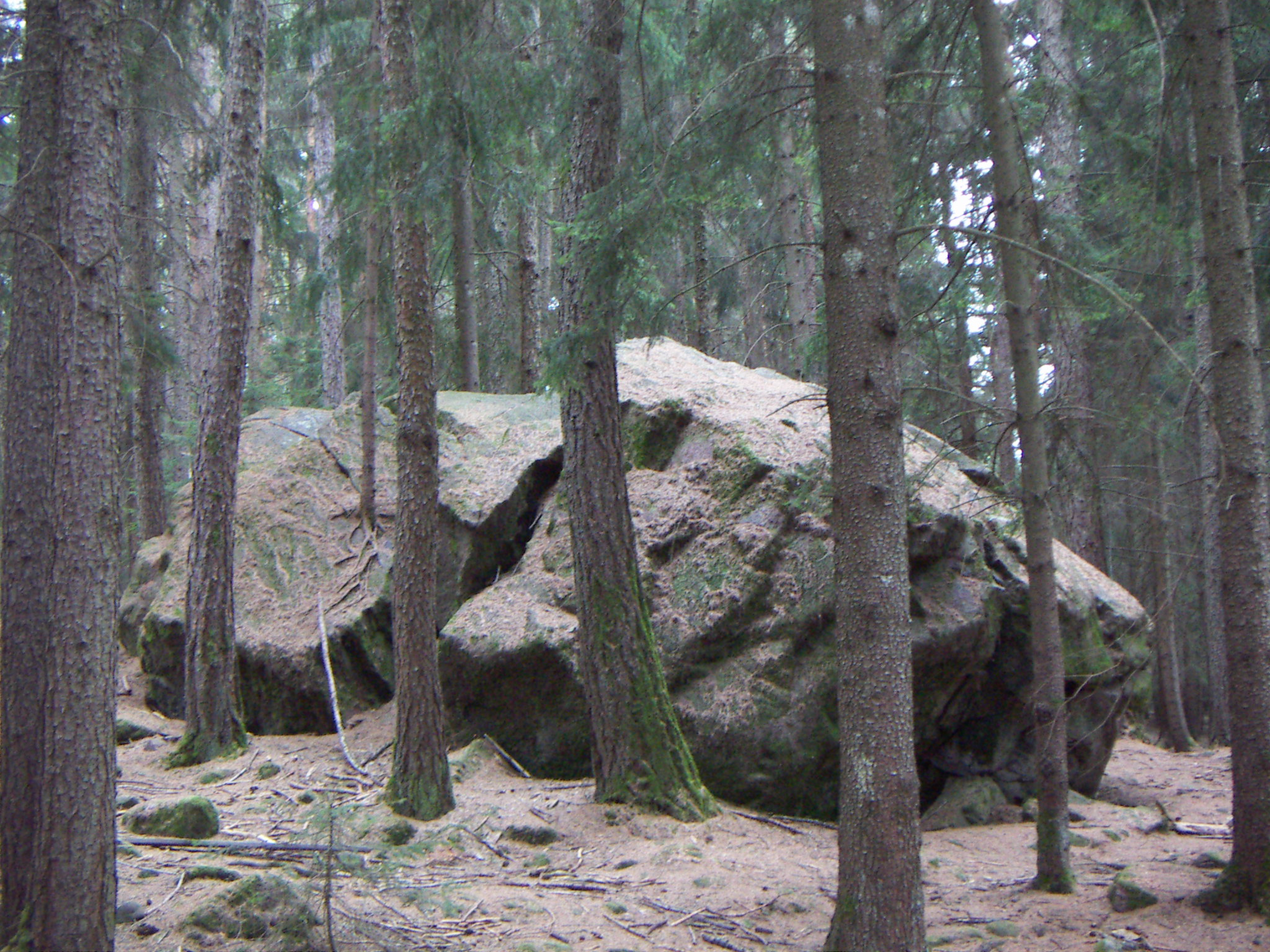
Il Sasso delle Streghe (Hexenstein)

Un tempo a Fiè allo Sciliar esercitava la propria missione di pastore un parroco, il quale con il suo religioso fervore, si trovava in continua lotta contro il popolo delle streghe e qualche volta tramite la preghiera e il pronto suonare delle campane della sua chiesa, riusciva persino a scongiurare i temporali e le tempeste tramanti dalle streghe contro il suo paese.
Una sera d'estate il parroco passeggiava nei pressi del laghetto quando decise di accoccolarsi tra il muschio del bosco, e poco distante dal Sasso delle Streghe, riposò un'oretta. Quando il curato si risvegliò era già notte fonda e dal campanile del paese sentì rintoccare le dodici. Si udì un fracasso assordante, e il popolo delle streghe giunse a cavallo iniziando le sue danze. D'un tratto una delle donne si accorse del parroco e nel giro di un istante tutte le streghe si accanirono contro di lui. Lo seviziarono e maltrattarono fino a quando non diede più segni di vita. La mattina seguente l'uomo venne ritrovato graffiato e mutilato accanto al Sasso delle Streghe, mentre il suo abito giaceva tutt'attorno in brandelli. Il sacerdote era stato vittima della vendetta delle streghe.

## Nella cultura di massa
Il lago viene prominentemente citato nel quarto atto del dramma Das weite Land di Arthur Schnitzler, pubblicato nel 1911.